# Lista de operadores do Saab JAS 39 Gripen

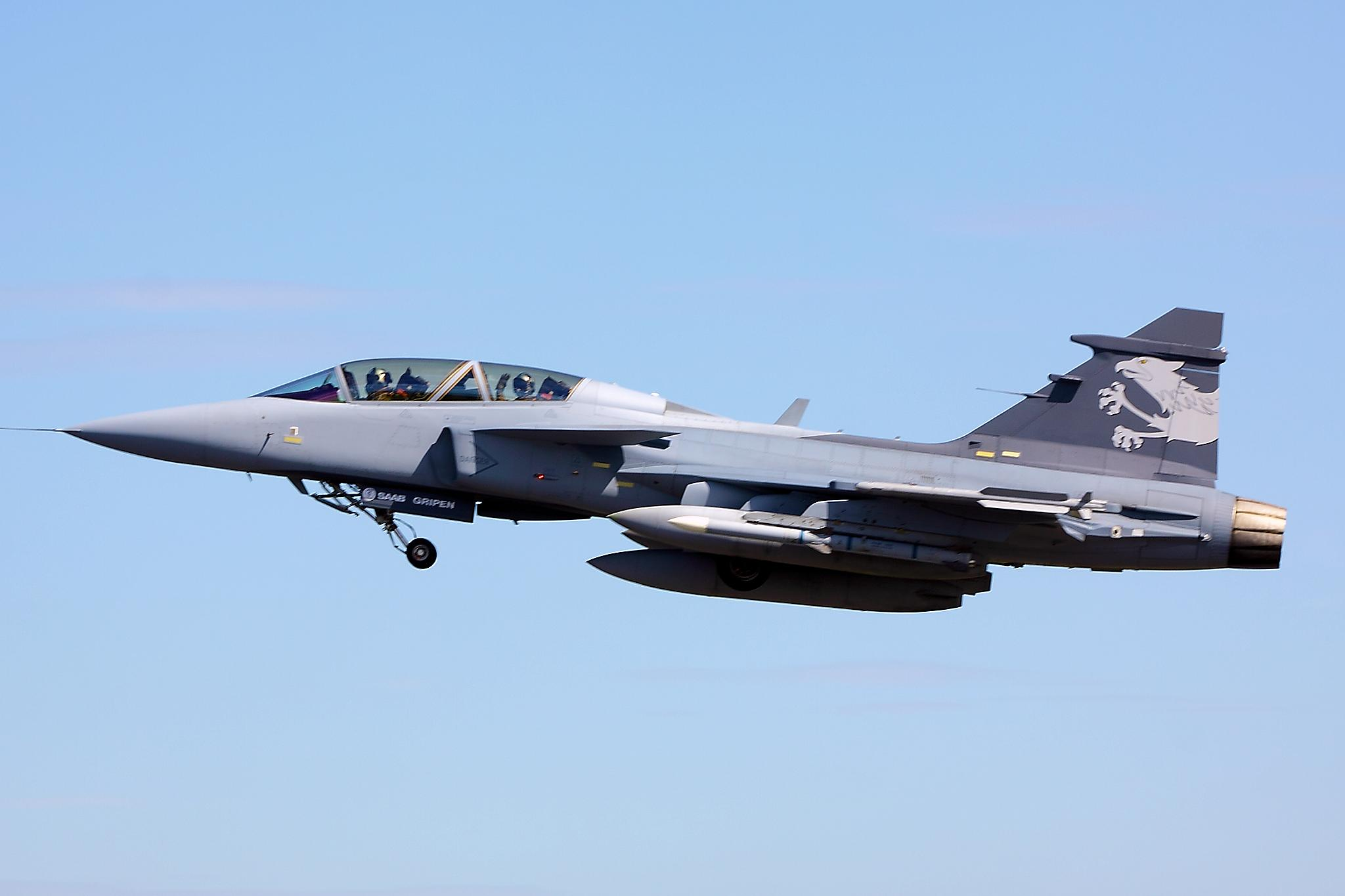
Gripen C da Força Aérea Sueca em Fairford.

Esta é a lista de países operadores do Saab JAS 39 Gripen, caça multiuso leve monomotor fabricado pela empresa aeroespacial Saab, da Suécia. O avião é o caça mais moderno produzido pela Saab, e foi desenvolvido para substituir o Saab 35 Draken e o Saab 37 Viggen. O avião possui seis versões: JAS-39A, um assento e configuração básica, JAS-39B, dois assentos e baseado na versão A, JAS-39C, um assento e adequado nas normas da Organização do Tratado do Atlântico Norte, JAS-39D, dois assentos e baseado na versão C, JAS-39E, um assento e modernizado e JAS-39F, dois assentos e baseado na versão F. Além dos modelos que são produzidos, outras versões estão em desenvolvimento, como o Sea Gripen, com capacidade de operar a partir de porta-aviões, Gripen UCAV, proposta de veículo aéreo não tripulado e o Gripen EW, avião para utilização em guerra eletrônica.
A Força Aérea da Suécia, país onde o avião é fabricado, opera um total de 98 aviões, sendo 74 do modelo C e 24 do modelo D, além de ter mais sessenta aviões encomendados do modelo E. A Força Aérea da República Checa opera um total de quatorze aviões, sendo doze do modelo C, para combate, e dois do modelo D, para treinamento. A Força Aérea da Hungria opera um total de quatorze aviões, sendo doze do modelo C e dois do modelo D. A República Checa e a Hungria operam os aviões que são arrendados da Suécia. A Força Aérea da África do Sul opera 26 aviões, sendo dezessete aviões do modelo C e nove do modelo D. A Força Aérea Real Tailandesa opera doze aviões, sendo oito do modelo C e quatro do modelo D em operação, com mais seis aviões encomendados. A Empire Test Pilots School, do Reino Unido, opera apenas um avião do modelo D para treinamento. A Força Aérea Brasileira, após a escolha do Gripen pelo Projeto FX-2, encomendou 28 aviões do modelo E e oito do modelo F, além de outros 72 aviões, divididos em dois lotes de 36 aviões cada, que poderão ser encomendados.

## Atuais

### Suécia
Inicialmente, a Força Aérea da Suécia fez um pedido para 204 aviões, divididos em três lotes. A primeira entrega ocorreu em 8 de junho de 1993, quando o avião foi entregue à Flygvapnet durante uma cerimônia em Linköping. A última entrega do primeiro lote ocorreu em 13 de dezembro de 1996. A primeira entrega do segundo lote foi em 19 de dezembro de 1996.
O Gripen entrou em serviço com o esquadrão "F-7 Wing" (F-7 Skaraborgs Flygflottilj, em sueco) em 1 de novembro de 1997. O último avião do terceiro lote foi entregue à Suécia em 26 de novembro de 2008, sendo o custo total 10% menor do que o acordado, colocando o valor da aeronave abaixo de trinta milhões de dólares. Este lote de aviões foi equipado para reabastecimento em voo, através dos Lockheed C-130 Hercules especialmente equipados. Em 2007, um programa foi iniciado para atualizar 31 aviões dos modelos JAS 39A/B para os modelos JAS 39C/D. A Suécia possuía 134 Gripens em serviço até janeiro de 2013. Em março de 2015, a Suécia recebeu o seu último avião atualizado.
Em 29 de março de 2011, o Parlamento da Suécia aprovou uma ação de três meses para apoiar a zona de exclusão aérea da Organização das Nações Unidas (ONU) sobre a Líbia. Foram enviados oito Gripens, dez pilotos e outros funcionários de solo no dia 2 de abril. Em 8 de junho, o governo sueco anunciou um acordo para enviar mais cinco aviões. Em outubro, o Gripen havia cumprido mais de 650 missões de combate, com quase duas mil horas de voo, e haviam sido entregues aproximadamente dois mil relatórios à Organização do Tratado do Atlântico Norte (OTAN). O jornalista Tim Hepher publicou que as operações na Líbia poderiam estimular as vendas do Gripen e de outras aeronaves envolvidas.

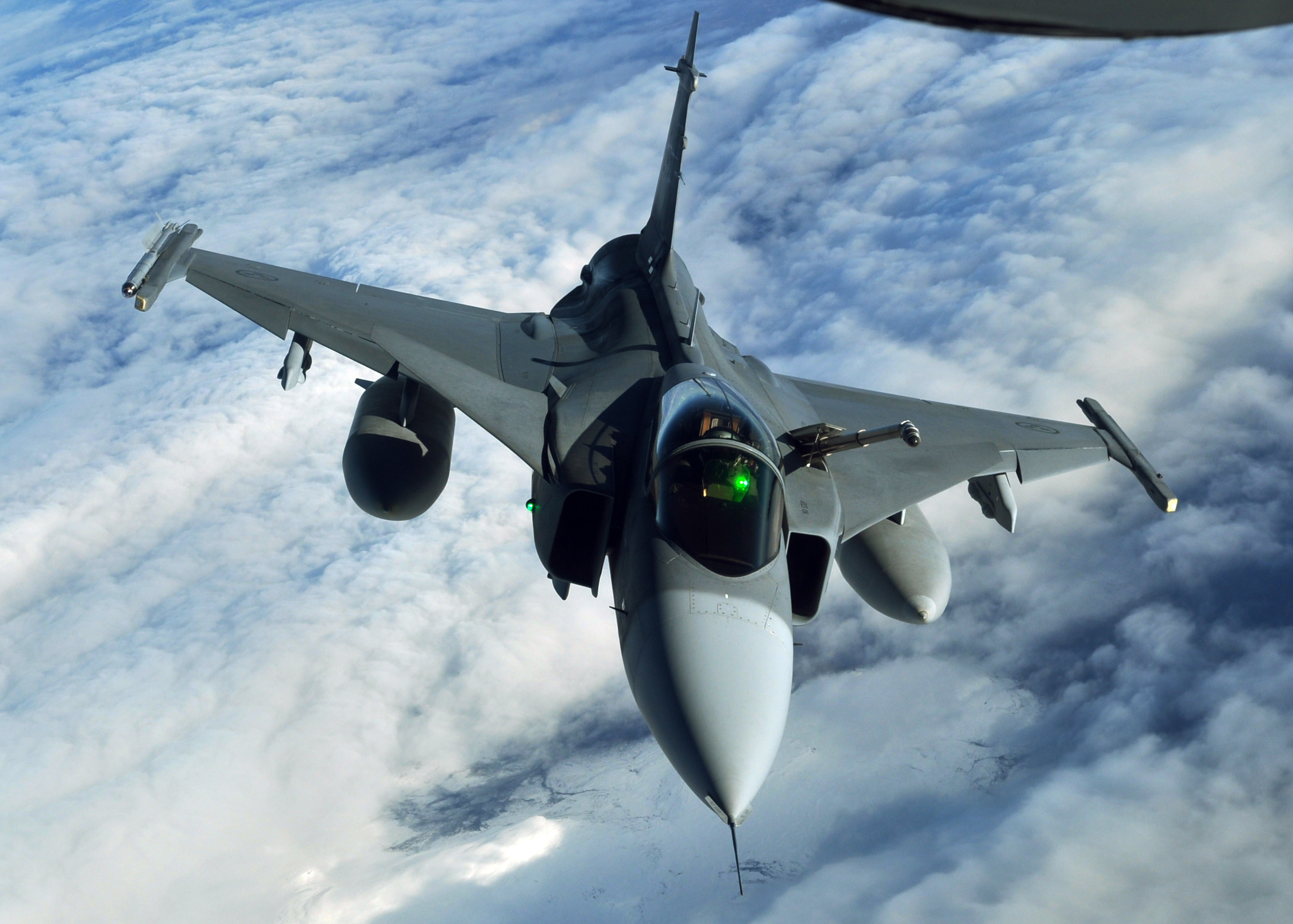
Gripen sueco durante exercícios no Ártico em 2013.

Em novembro de 2012, o tenente-coronel Lars Helmrich da Força Aérea da Suécia encaminhou uma proposta ao parlamento referindo-se ao desenvolvimento do Gripen E. Afirmou que a versão atual do Gripen estaria desatualizada até 2020, e estabeleceu uma meta de sessenta aviões dos modelos E/F na Força Aérea Sueca até aquele ano.
Em 25 de agosto de 2012, o governo sueco anunciou que estava sendo estudada a proposta de compra dos sessenta aviões dos modelos E/F até 2023. Em 11 de dezembro de 2012, o Riksdag aprovou a compra de sessenta aviões dos modelos E/F, com uma opção para cancelar o pedido se ao menos vinte aeronaves não fossem encomendadas por outros países. Em 17 de janeiro de 2013, o governo aprovou o acordo para compra destes aviões, a serem entregues entre 2018 e 2027. Em 3 de março de 2014, o ministro da Defesa da Suécia declarou que outros dez aviões poderiam ser encomendados.

### República Checa

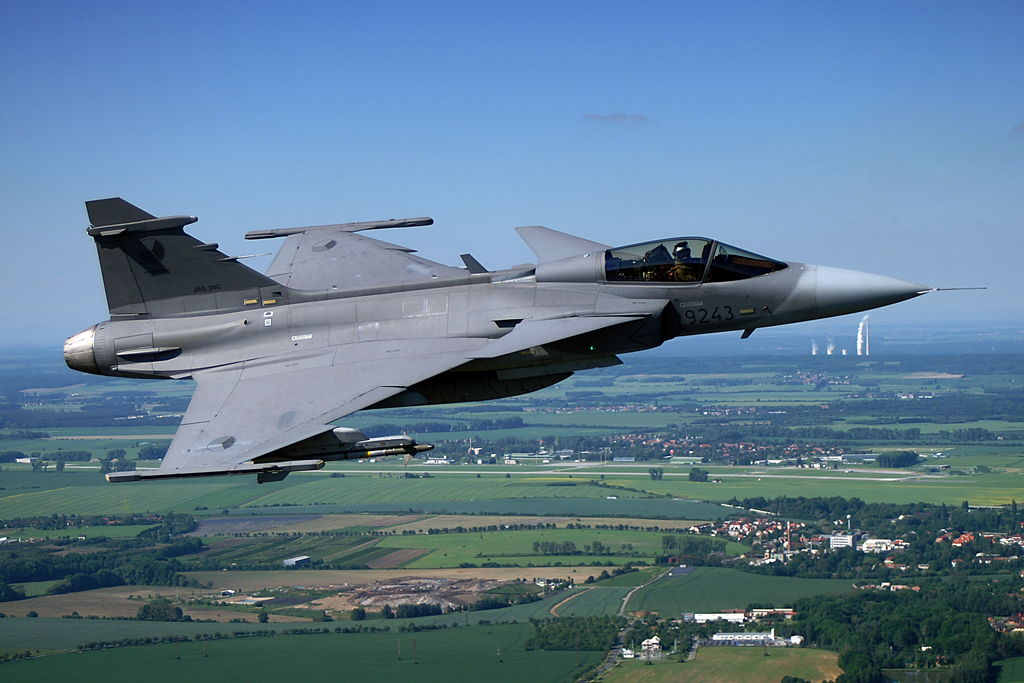
Gripen da Força Aérea da República Checa durante voo em Čáslav.

Quando a República Checa tornou-se um membro da Organização do Tratado do Atlântico Norte (OTAN) em 1999, foi necessário substituir os aviões Mikoyan-Gurevich MiG-21, construídos pela Soviete, por aviões compatíveis com os padrões da OTAN. Em 2000, a República Checa começou a avaliar uma série de aeronaves, incluindo o General Dynamics F-16, McDonnell Douglas F/A-18 Hornet, Dassault-Breguet Mirage 2000, Eurofighter Typhoon e o Gripen. Um dos principais critérios que foram avaliados era o de compensação industrial, fixado em 150% do valor de compra esperado. Em dezembro de 2001, após ter sido influenciado pelo generoso programa de financiamento e compensação da Gripen International, o governo checo anunciou que o Gripen havia sido selecionado. Em 2002, o acordo foi adiado até que as eleições parlamentares tivessem ocorrido. Meios alternativos de defesa aérea também foram estudados, incluindo o arrendamento de aviões.

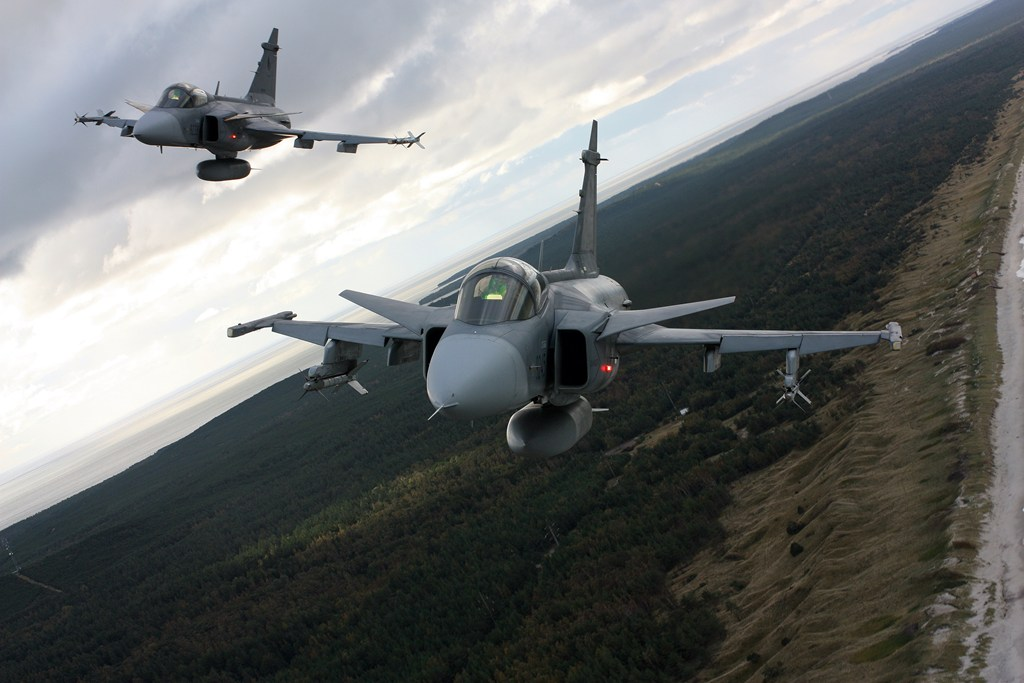
Dois Gripens checos, durante treinamento na Lituânia.

Em 14 de junho de 2004, foi anunciado que a República Checa iria arrendar catorze Gripens, modificados para cumprir os padrões da OTAN. O acordo incluiu também o treinamento de pilotos e técnicos checos na Suécia. Os primeiros seis foram entregues em 18 de abril de 2005. O arrendamento foi por um período de dez anos no valor de 780 milhões de euros. Os catorze aviões já haviam servido na Força Aérea da Suécia, sendo doze aviões monopostos e dois bipostos, estes últimos utilizados para treinamentos. Em setembro de 2013, a Agência de Exportação de Defesa e Segurança anunciou que um acordo com a República Checa foi concluído para ampliar o contrato em catorze anos, até 2029. As aeronaves arrendadas também deveriam ser submetidas a um extenso processo de modernização, incluindo a adoção de novos recursos de dados. O contrato também tinha opção de adquirir os aviões de forma definitiva. Em 2014, o arrendamento foi prorrogado até 2027 e o contrato de serviço da Saab foi prorrogado até 2026.
Em novembro de 2014, o comandante da Força Aérea da República Checa, Libor Štefánik, propôs o arrendamento de mais seis aviões, devido a uma suposta negação da Rússia de fornecer manutenção aos MiG-21 remanescentes. Segundo o porta-voz do Ministério da Defesa, esta proposta era apenas uma visão pessoal do comandante e que a expansão da frota não estaria programada para os próximos anos. No final de 2015, o governo decidiu atualizar sua frota para uma nova configuração de software e hardware, denominada MS20. A atualização custou 69,3 milhões de dólares e incluiu novos pod's de laser para indicação de alvos, armamentos de ataque "ar-superfície" e mísseis "ar-ar".

### Hungria
Após a entrada da Hungria na Organização do Tratado do Atlântico Norte (OTAN) em 1999, o país foi obrigado a substituir seus aviões de combate para que se compatibilizasse com os padrões da OTAN. Foi considerado adquirir aviões usados, bem como substituir a frota MiG-29 do país. Em 2001, a Hungria recebeu ofertas de aeronaves novas e usadas de várias nações, incluindo a Suécia, Bélgica, Israel, Turquia e Estados Unidos. Embora o governo húngaro inicialmente considerasse adquirir o General Dynamics F-16, em novembro de 2001 estava negociando um contrato de arrendamento de dez anos para doze aviões Gripen, com opção de compra dos aviões no final do contrato.

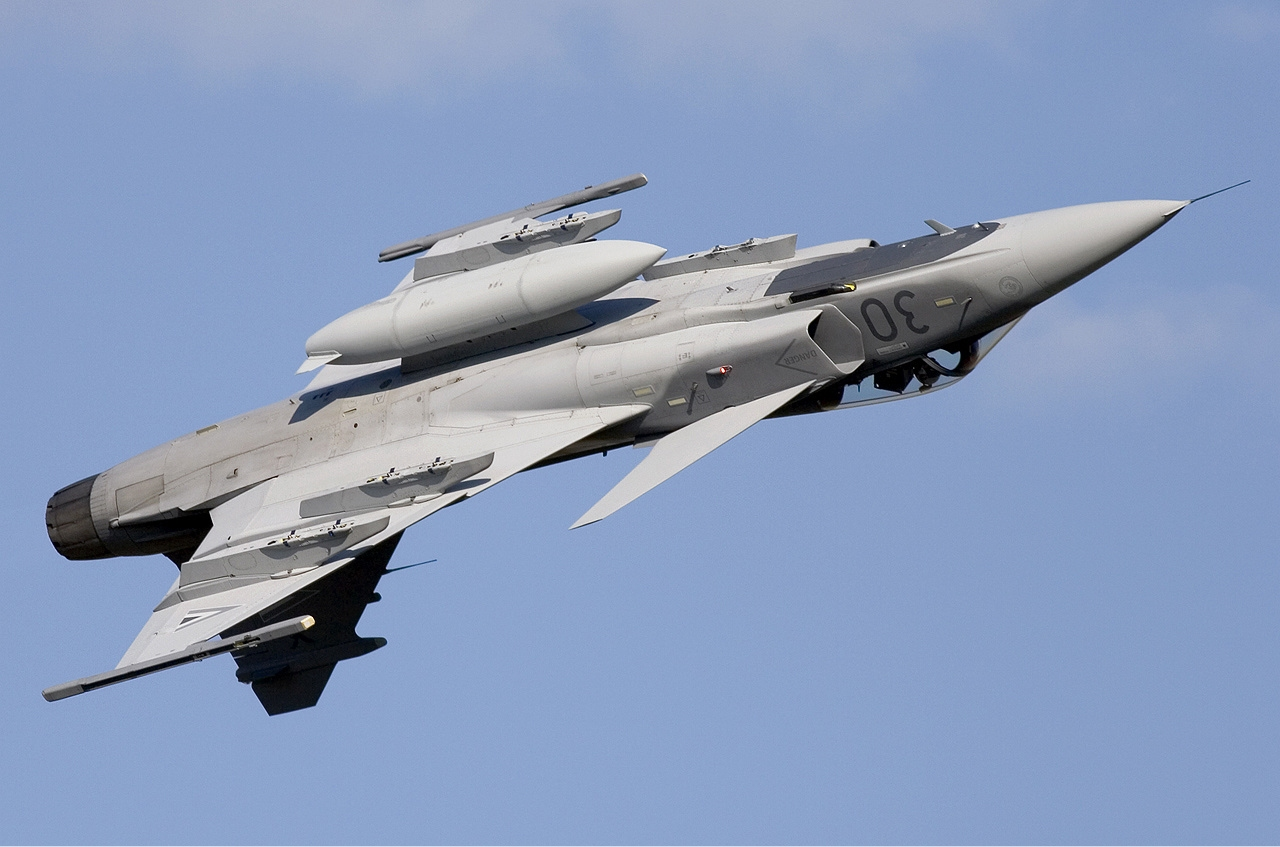
Gripen da Força Aérea da Hungria durante um voo invertido.

Como parte dos acordos de aquisição, a Saab ofereceu um acordo de compensação avaliado em 110% do custo dos catorze aviões. Inicialmente, a Hungria planejava arrendar vários aviões Batch II; No entanto, o avião não era equipado para reabastecimento aéreo e a maioria do armamento era incompatível. O contrato foi renegociado e assinado em 2 de fevereiro de 2003 para um total de catorze aviões, inicialmente dos modelos A/B, porém passaram por um processo de atualização para os modelos C/D, compatível com os padrões da OTAN. As últimas entregas de aeronaves ocorreram em dezembro de 2007.
Em 2016, a Força Aérea da Hungria completou dez anos de operação da frota de Gripens sob contrato de arrendamento. O contrato foi renovado em 2012, estendendo o prazo até 2026. Em 2011, o país demonstrou interesse em comprar esses aviões de forma definitiva. No entanto, em janeiro de 2012, os governos húngaro e sueco concordaram em prolongar o prazo de arrendamento. De acordo com a ministra da Defesa da Hungria Csaba Hende, o acordo representou uma considerável redução de custos.
Dois aviões foram perdidos em acidentes ocorridos em maio e junho de 2015, deixando doze aviões em operação. Em janeiro de 2016, foi assinado um contrato para a reposição das duas aeronaves perdidas, restabelecendo o total de catorze unidades na frota.

### África do Sul

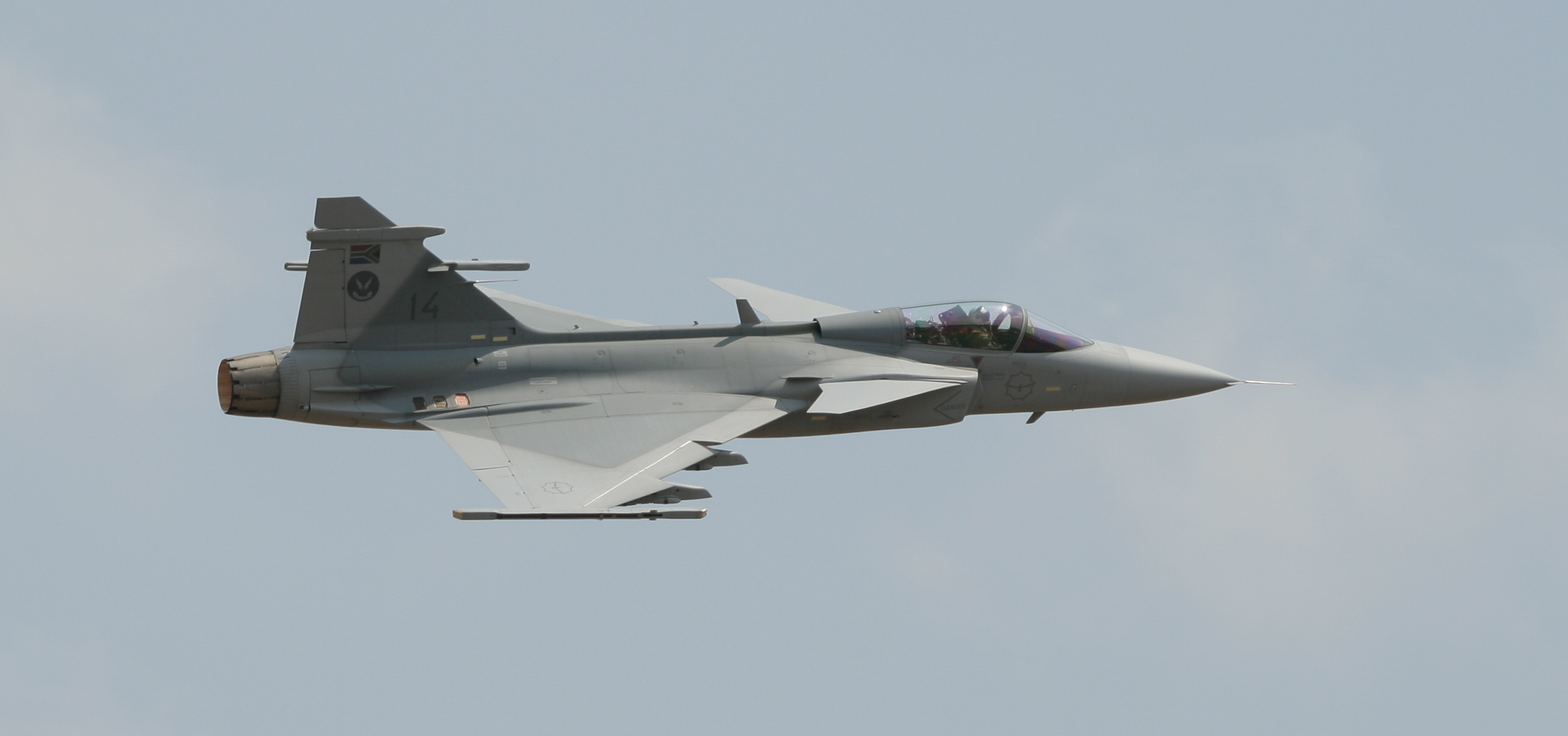
Gripen da Força Aérea da África do Sul em voo.

Em 1999, a África do Sul assinou um contrato com a Saab para a aquisição de 26 aviões dos modelos C/D com algumas modificações para atender aos seus requisitos, com as entregas à Força Aérea da África do Sul iniciando em abril de 2008.  Em abril de 2011, dezoito aeronaves (nove de dois assentos e nove de um assento) foram entregues. Embora estivesse em estudos o estabelecimento de uma escola de treinamento para pilotos do Gripen na base da Força Aérea de Overberg, em julho de 2013 a Saab descartou a opção por falta de apoio do governo para a iniciativa, considerando estabelecê-la na Tailândia, bem como na base aérea de Čáslav na República Checa.
Entre abril e dezembro de 2013, os empresários sul-africanos assumiram a responsabilidade pelos trabalhos de manutenção da frota de Gripens, já que os contratos de suporte com a Saab já haviam expirado. Isto levou a rumores que a vida útil do avião não poderia ser aumentada devido à falta de manutenção adequada. Em dezembro de 2013, a Armscor, agência responsável pela compra de equipamentos bélicos para a Força Nacional de Defesa da África do Sul, fechou com a Saab um contrato de suporte de longo prazo para que a empresa realizasse serviços de engenharia, manutenção e suporte em todos os aviões da frota até 2016. Em março de 2013, a ministra da Defesa da África do Sul, Nosiviwe Mapisa-Nqakula, admitiu que doze Gripens, dos dezoito recebidos em 2011, ainda não haviam sido colocados em operação, e estavam armazenados, devido a um corte de gastos do governo, que impossibilitava a operação dos caças. Em setembro, a ministra decidiu estabelecer um rodízio de aviões voando, para que a manutenção permanecesse constante. No mesmo mês, o brigadeiro-geral John Bayne afirmou que o Gripen havia cumprido os requisitos mínimos, já que o país não enfrentava ameaças militares.

### Tailândia

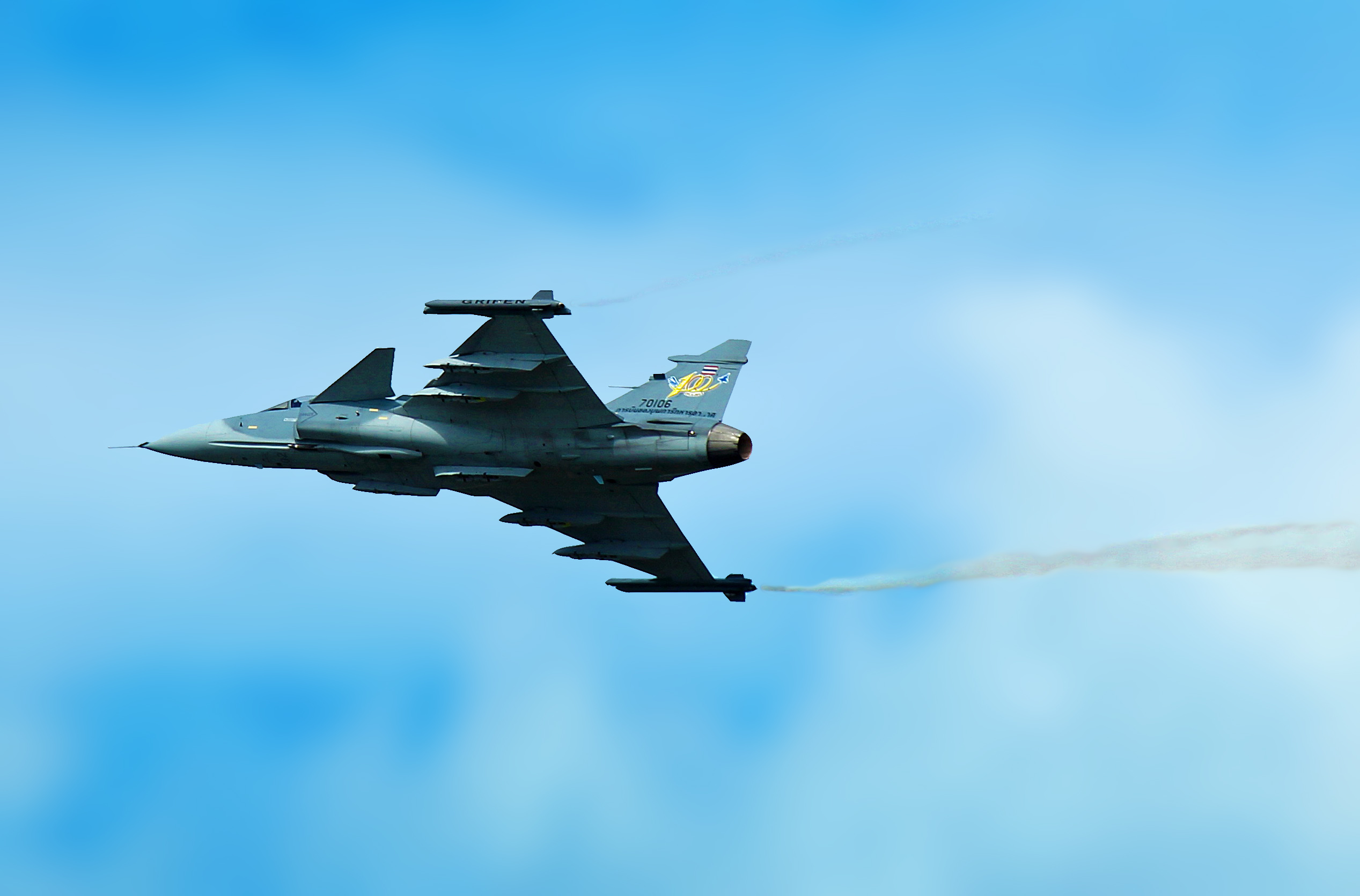
Gripen da Força Aérea Real Tailandesa.

Em 2007, o Assembleia Nacional da Tailândia autorizou a Força Aérea Real Tailandesa a gastar até 34 bilhões de bahts (1,1 bilhão de dólares) para substituir a frota de Northrop F-5E Tiger II utilizados. Em fevereiro de 2008, a Força Aérea da Tailândia encomendou seis Gripens (dois aviões do modelo C com um assento e quatro aviões do modelo D com dois lugares), com a primeira unidade entregue em 22 de fevereiro de 2011. Mais seis aviões do modelo CA foram encomendados em novembro de 2010, com as entregas começando em 2013, havendo ainda um estudo para a encomenda de mais quarenta aviões. Em 2010, o país anunciou a Base Aérea de Surat Thani como a principal base operacional do Gripen.
A Saab entregou três aviões em abril de 2013 e mais três em setembro do mesmo ano. No mesmo mês, o Marechal da Força Aérea, Prajin Jantong, afirmou que o país estaria estudando adquirir outras seis aeronaves, enquanto aguardava a aprovação do governo. O comandante supremo das Forças Armadas, Thanasak Patimapragorn, declarou que a força aérea pretendia que os sistemas de informação do Gripen fossem integrados aos sistemas do Exército e da Marinha, já que as Forças Armadas iriam inaugurar oficialmente em 2014 o Sistema Integrado de Defesa Aérea.

### Reino Unido

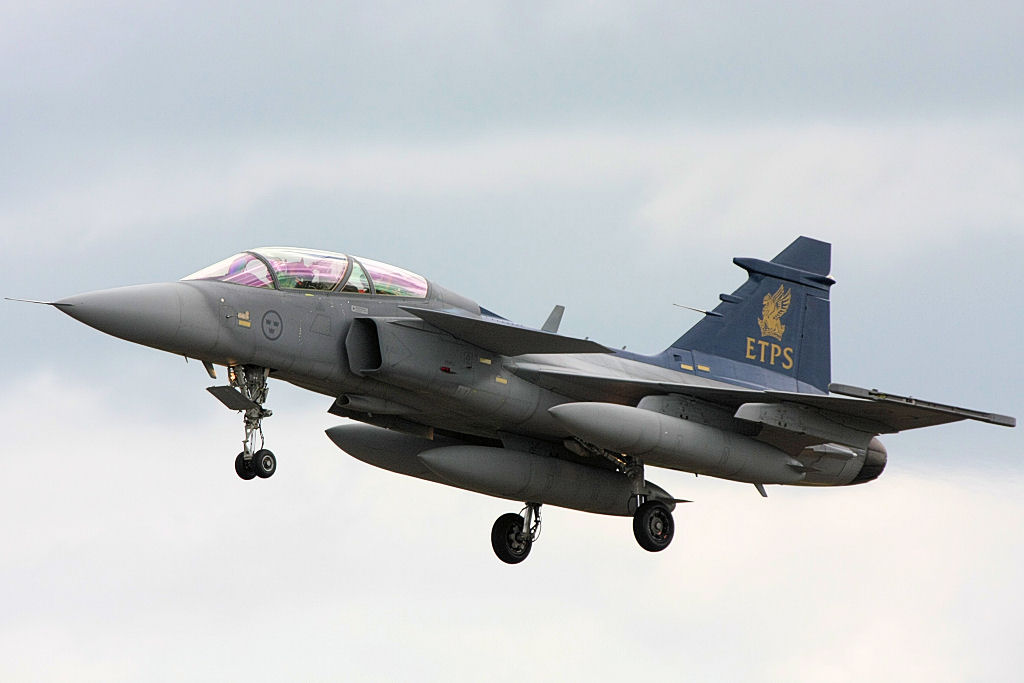
Gripen da ETPS no Royal International Air Tattoo de 2008.

A Empire Test Pilots School (ETPS) do Reino Unido utiliza o Gripen para treinamento avançado de pilotos em jatos supersônicos desde 1999, operando um avião do modelo D.

## Futuros

### Botswana
Botswana demonstrou interesse no Gripen, o que levou a Saab a abrir um escritório no país em 2014. O país está interessado em comprar oito aviões dos modelos C/D, pedido que pode ser estendido para dezesseis. Os aviões iriam substituir os quatorze Canadair CF-5 que a Força Aérea de Botswana utilizava desde 1996, aviões com média de quarenta anos de uso. Funcionários do governo afirmaram em junho de 2016, que a Força Aérea estaria prestes a fechar o contrato.

### Brasil

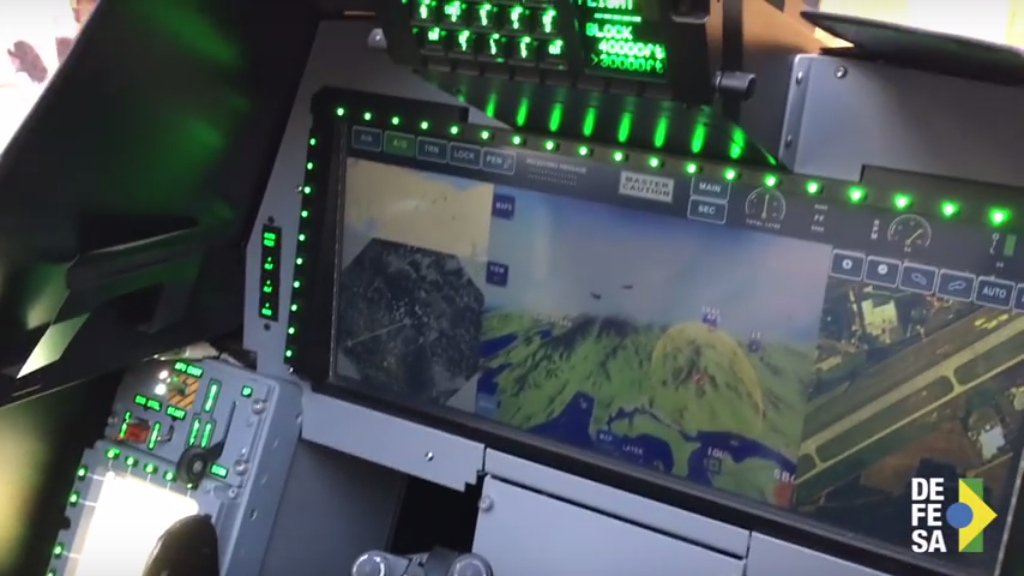
Réplica do cockpit da versão brasileira do Gripen.

O Gripen NG concorreu na licitação para a modernização da Força Aérea Brasileira, conhecida como FX-2. Em 5 de janeiro de 2010, o relatório final de avaliação da FAB colocou o JAS-39 Gripen à frente dos outros dois candidatos. O fator decisivo foi, aparentemente, o custo global dos novos caças, tanto em termos de custo unitário como de operação e manutenção.
Em 18 de dezembro de 2013, após mais de dez anos de discussão, o governo brasileiro decidiu pela aquisição destes caças para a FAB. O pacote de 36 aviões teve uma previsão de custo de US$ 4,5 bilhões. A nova aeronave será montada no Brasil a partir da quinta unidade, com outros seis países participando no fornecimento dos diversos componentes.
Em outubro de 2014, foi assinado formalmente o contrato da Saab com o governo brasileiro. O fornecimento seria de 28 unidades do Gripen NG de apenas um assento e mais oito de dois assentos. O valor da transação ficou em torno de 5,4 bilhões de dólares (13,4 bilhões de reais), um acréscimo de um bilhão do que era previsto. O aumento foi justificado por componentes técnicos que os militares brasileiros exigiram. Cerca de quinze destas aeronaves seriam montadas no Brasil, mas brasileiros estariam envolvidos em todas as etapas da construção dos 36 caças.
Em 22 de novembro de 2016, foi inaugurado o Centro de Projetos e Desenvolvimento, para a montagem e testes finais dos caças na unidade Embraer Defesa e Segurança, divisão da Embraer localizada na cidade de Gavião Peixoto. O projeto previu a montagem e testes de 36 aeronaves, entre 2019 e 2024.
Segundo analistas internacionais, a produção do modelo no Brasil, que tem a designação FAB F-39, faz com que o país ingresse no restrito mercado de fabricantes de aeronaves de combate de alto desempenho, com o desenvolvimento tecnológico do Departamento de Ciência e Tecnologia Aeroespacial (DCTA) e de empresas como a Embraer Defesa e Segurança e a AEL, que produziu o WAD (Wide Area Display), console com uma tela de 16 polegadas, que equipa a versão brasileira. Também somente a FAB especificou caças na versão "biposto", para treinamento e missões especializadas, em um total de oito aeronaves, sendo sete montadas no Brasil. Segundo os analistas, esse desenvolvimento faria com que, em uma década, a indústria aeroespacial brasileira esteja capacitada para desenvolver e produzir uma aeronave de combate com as mesmas características, disputando também o mercado internacional.

### Bulgária
Depois que a Força Aérea da Bulgária demonstrou interesse pelo Gripen, o primeiro-ministro Ognyan Gerdzhikov anunciou em 26 de abril de 2017 que uma comissão do governo escolheu o Gripen como o novo avião de combate para a Bulgária. Os oficiais búlgaros planejaram um lote inicial de oito aviões com um custo de 1,5 bilhão de levs (cerca de 745 milhões de euros), a serem entregues entre 2018 e 2020, quando planeja-se encomendar mais oito aviões. No processo de escolha, também foram analisados os General Dynamics F-16, remanescentes da Força Aérea dos Estados Unidos, que seriam remodelados e modernizados para o país pela Indústria Aeronáutica de Portugal, e os Eurofighter Typhoon remanescentes da Força Aérea Italiana.
A comissão do governo foi composta por funcionários dos Ministérios da Defesa, Economia e Finanças e, de acordo com o Ministro da Defesa Stefan Yanev, os principais motivos para a escolha do Gripen foram os custos oferecidos pela Saab, a opção de leasing e os acordos de compensação. O avião sueco, que seria adquirido novo, teria um custo de 1,5 bilhão de levs, enquanto a oferta norte-americana, de aviões usados, teria um valor de 2 bilhões de levs. A decisão está pendente da aprovação do próximo governo do país e do Parlamento da Bulgária. Os novos aviões irão substituir os Mikoyan-Gurevich MiG-29 da Base Aérea de Graf Ignatievo e os Sukhoi Su-25 da Base Aérea de Iambol.

### Colômbia
A Saab ofereceu os modelos C/D para a Colômbia, com possíveis entregas entre 2018 e 2021, dependendo do modelo escolhido.

### Finlândia
Em junho de 2015, um grupo de trabalho criado pelo Ministério da Defesa da Finlândia propôs a criação de um programa para substituir a frota de McDonnell Douglas F/A-18 Hornet da Força Aérea da Finlândia. O grupo considerou cinco modelos, o Boeing F/A-18E/F Super Hornet, Dassault Rafale, Eurofighter Typhoon, Lockheed Martin F-35 e o Gripen.
Em dezembro de 2015, o Ministério da Defesa do país enviou uma carta ao Reino Unido, França, Suécia e Estados Unidos, solicitando as ofertas de seus aviões. O projeto foi denominado como "HX Fighter Program". As cinco respostas foram recebidas em novembro de 2016. O pedido oficial de cotação será enviado para todos os cinco fabricantes que forneceram respostas ao país na primavera de 2018. O objetivo é iniciar as escolhas em 2019.

### Índia

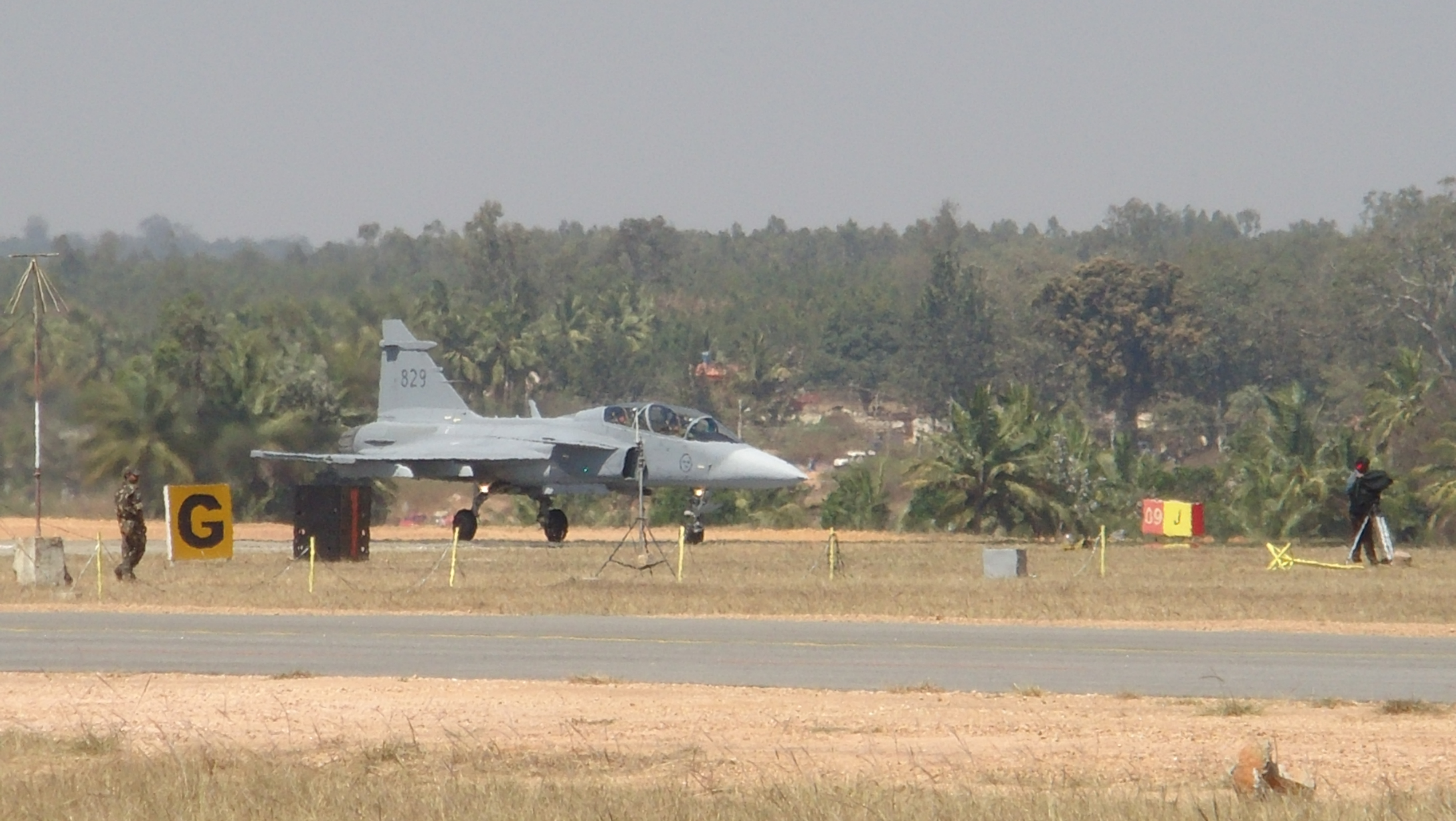
Gripen durante o Aero Índia em 2011.

O Gripen concorreu na licitação indiana MRCA, para compra de 126 aviões de combate. Em abril de 2008, a Gripen International ofereceu o Gripen para a licitação da Índia, e abriu um escritório em Nova Deli para apoiar seus esforços no mercado indiano. Em 4 de fevereiro de 2009, a Saab anunciou que havia se associado ao Grupo Tata, para desenvolver o avião com as especificações do país.
A Força Aérea da Índia (IAF) realizou diversos ensaios de campo e avaliou o desempenho em voo do Gripen, a capacidade de logística, os sistemas de armas, sensores avançados e o poder bélico. Em abril de 2011, a IAF rejeitou a proposta do Gripen, classificando o Eurofighter Typhoon e o Dassault Rafale. Mesmo satisfeitos com o melhor desempenho do Gripen, identificaram sua alta dependência do hardware fornecido pelos Estados Unidos, incluindo eletrônicos, armamento e o motor, como fator que poderia dificultar sua exportação.
Em 2015, depois que o pedido do Rafale foi reduzido a 36 aeronaves, a Saab indicou o interesse de criar uma produção conjunta do Gripen na Índia. Em outubro de 2016, foi informado que a Saab, entre outros fabricantes, havia recebido uma proposta solicitando informações, para dar início a um novo processo de escolha de um caça para substituir o Mikoyan-Gurevich MiG-21 e o MiG-27.

### Indonésia
Em julho de 2016, a Saab confirmou a apresentação de uma proposta no início do ano, em resposta à exigência da Força Aérea da Indonésia. A proposta incluiu a aquisição de 16 aviões do modelo C/D por 1,5 bilhão de dólares, para substituir os Northrop F-5E Tiger II em serviço desde a década de 1980. A Saab anunciou que iria cumprir com a Lei Indonésia da Indústria, que exige que funcionários estrangeiros trabalhem com a indústria local, colaborando na produção e compartilhamento de tecnologia. Eles também anunciaram que a oferta poderia substituir os modelos C/D pelo modelo E, caso o país estivesse disposto a aceitar um prazo de entrega mais longo. Os modelos também analisados foram o General Dynamics F-16, Sukhoi Su-35, Dassault Rafale e Eurofighter Typhoon.

### Suíça
Em janeiro de 2008, o Ministério da Defesa da Suíça solicitou à Gripen International que enviasse ofertas para substituir a frota de Northrop F-5E Tiger II e a Saab apresentou uma proposta inicial em 2 de julho de 2008. Outros aviões analisados foram o Dassault Rafale e o Eurofighter Typhoon. Em 30 de novembro de 2011, o governo suíço anunciou sua decisão de comprar 22 caças Gripen NG por 3,1 bilhões de francos suíços. Em 2012, um relatório confidencial dos testes da Força Aérea da Suíça de 2009 foi vazado, classificando o Gripen como inferior ao Rafale e ao Eurofighter. O Gripen foi avaliado como satisfatório para missões de reconhecimento, mas insatisfatório para a patrulha aérea de combate. Apenas as versões C/D foram avaliadas, enquanto o Gripen NG tinha sido apenas oferecido. A comissão de segurança parlamentar descobriu que o Gripen ofereceu o maior risco, mas continuou no programa, pois era a opção mais barata. A avaliação final, em maio de 2014, concluiu que o Gripen era operacionalmente satisfatório no seu desempenho geral.
Em 25 de agosto de 2012, o pedido foi confirmado pelas autoridades suecas e suíças. As entregas eram planejadas para ocorrer entre 2018 e 2021, com um preço fixo de 3,12 bilhões de francos suíços (3,27 bilhões de dólares) incluindo custos de desenvolvimento, sistemas de planejamento, peças iniciais e suporte, treinamento e certificação. O governo sueco também garantiu o preço, desempenho e adequação operacional. Oito aviões do modelo C e três aviões do modelo D seriam alugados de 2016 a 2020, para treinar pilotos suíços. Em 2013, a Saab adequou-se para aumentar as compensações da indústria suíça acima de 100% do valor do acordo depois que o Parlamento da Suíça votou o financiamento do acordo. Em 27 de agosto de 2013, o Conselho Nacional aprovou a compra, seguido da aprovação final do parlamento em setembro de 2013. Políticos de esquerda e de centro muitas vezes criticaram o Gripen como desnecessário e muito caro. Em 18 de maio de 2014, 53,4% dos eleitores suíços votaram contra a aquisição do avião em um referendo nacional. Segundo a imprensa, os eleitores questionaram o papel do avião em geral e a relevância de alternativas como veículos aéreos não tripulados, mísseis terra-ar e capacidade de atuar em ciberguerras.
Em abril de 2015, a Suíça estava preparada para reiniciar os esforços para a aquisição de um novo caça, depois que o Ministério da Defesa anunciou que estaria retirando de serviço um terço da frota de F-5E Tiger II, já obsoleta e apresentando muitos problemas. O então ministro da Defesa, Ueli Maurer, afirmou que a retirada de dez dos 32 F-5Es para reparos, e de um número relativamente pequeno de F/A-18 em serviço, deixariam a defesa aérea em uma posição "crítica". Em um novo processo de compra, com previsão de ser lançado em 2017, o Gripen E/F era novamente considerado o favorito.

### Outros
Outros países que expressaram interesse no avião foram a Argentina (E/F, produzidos no Brasil), Áustria (C/D ou E/F), Bélgica (E/F), Canadá, Equador (C/D, ou E/F, produzidos no Brasil), Estônia, Quênia (C/D), Letônia, Lituânia, Malásia (C/D), México (C/D, ou E/F, produzidos no Brasil), Namíbia (C/D), Peru (C/D, ou E/F, produzidos no Brasil), Portugal (C/D), Sérvia, Eslovênia, Uruguai (C/D, ou E/F, produzidos no Brasil) e Vietnã.

## Desistências

### Dinamarca
Em 2007, a Dinamarca demonstrou interesse em avaliar o Gripen como substituto de 46 aviões General Dynamics F-16, solicitando o desenvolvimento de modelos do avião com motores mais potentes, peso máximo de decolagem maior, alcance mais longo e aviónica adicional. Este pedido contribuiu para a decisão da Saab de prosseguir com o desenvolvimento dos modelos E/F. O governo dinamarquês atrasou a decisão de compra, cujo processo foi retomado em 2009. Em 2013, a Saab anunciou que o modelo Gripen estava participando da avaliação pelo governo da Dinamarca, ao lado do Boeing F/A-18E/F Super Hornet, Lockheed Martin F-35 e Eurofighter Typhoon. No entanto, o governo sueco anunciou em 21 de julho de 2014 a não participação do Gripen na licitação dinamarquesa, optando por não responder ao convite à apresentação de propostas, como resultado de uma "avaliação abrangente que o governo sueco e a indústria fizeram em conjunto". A seleção final foi em 2015, tendo sido escolhido o Lockheed Martin F-35. Em 2016, foi firmado o contrato de aquisição de 27 caças, com a participação da Dinamarca no projeto, que ainda estava em fase de desenvolvimento. As entregas foram programadas para serem feitas entre 2021 e 2026.

### Noruega
Em 18 de janeiro de 2008, o Ministério da Defesa da Noruega solicitou mais informações sobre o Gripen para a Saab, que emitiu uma oferta para 48 aviões em abril de 2008. Em 20 de novembro de 2008, foi anunciada a seleção do Lockheed Martin F-35 para a Força Aérea da Noruega, afirmando que o F-35 era o único avião capaz de atender a todos os requisitos operacionais. A imprensa alegou que a decisão pode ter sido favorecida pela Lockheed Martin. A Saab e o ministro da Defesa da Suécia Sten Tolgfors declararam que os cálculos de custos da Noruega eram falhos e que as projeções de custos não consideraram os custos operacionais do Gripen, além de que a decisão da Noruega havia dificultado as exportações do avião.
Em dezembro de 2010, diplomatas dos Estados Unidos revelaram que o país atrasou propositalmente o pedido da Suécia pelo radar do Gripen até depois da escolha da Noruega. Os diplomatas também admitiram que a Força Aérea da Noruega teve preferência pelo Gripen, porém escolheu o F-35 devido a pressões políticas do governo.

### Países Baixos
Em julho de 2008, os Países Baixos anunciaram que avaliariam o Gripen NG, juntamente com outros quatro aviões. Em resposta, a Saab ofereceu 85 aviões para a Real Força Aérea Neerlandesa em agosto de 2008. Em 18 de dezembro de 2008, foi anunciado que os Países Baixos avaliaram o Lockheed Martin F-35 com uma relação entre desempenho e preço melhor que o Gripen NG. Em 13 de janeiro de 2009, o jornal neerlandês NRC Handelsblad informou que, de acordo com fontes suecas, a Saab ofereceu 85 aviões por 4,8 bilhões de euros aos Países Baixos, cerca de 1 bilhão de euros mais barato do que o previsto para o F-35.

### Polônia
O Gripen C/D foi oferecido para a Força Aérea da Polônia em 2001, em uma oferta de 48 aviões. Em 27 de dezembro de 2002, o Ministro da Defesa da Polônia Stephen Larrabee anunciou a seleção do General Dynamics F-16. De acordo com Larrabee, a escolha foi influenciada pelo contrato de compensação lucrativo da Lockheed Martin (totalizando 3.5 bilhões de euros e 170% de compensação, contra os 3.2 bilhões de euros e com 146% de compensação do Gripen), e por uma ênfase política no relacionamento estratégico da Polônia com os Estados Unidos. A Gripen International e a Dassault Aviation (que ofereceu o Dassault Mirage 2000) classificaram a decisão como política. De acordo com um ex-ministro da defesa polonesa, a proposta do Gripen foi a melhor em termos financeiros e de performance.

### Outros
O Gripen foi um dos candidatos para substituir o Saab 35 Draken da Força Aérea da Áustria, porém o Eurofighter Typhoon foi selecionado em 2003, mas foi considerado novamente devido aos custos elevados. O governo sueco decidiu não oferecer o avião à Bélgica. Omã analisou o avião para substituir o Eurofighter Typhoon. A Romênia decidiu adquirir os General Dynamics F-16 usados.